# Euryphymus exemptus
Euryphymus exemptus är en insektsart som först beskrevs av Walker, F. 1870.  Euryphymus exemptus ingår i släktet Euryphymus och familjen gräshoppor. Inga underarter finns listade i Catalogue of Life.